# Banque de réserve de l'Inde
Cette page contient des caractères spéciaux ou non latins. S’ils s’affichent mal (▯, ?, etc.), consultez la page d’aide Unicode.
La Banque de réserve de l'Inde (RBI) (en hindi : भारतीय रिज़र्व बैंक ; en anglais : Reserve Bank of India) est la banque centrale de l'Inde. Son siège a été initialement établi à Kolkata, mais a été déplacé à Bombay en 1937. Société à capitaux privés à l'origine, l'institution a été nationalisée par le Gouvernement de l'Inde en 1949.

## Histoire
La Banque de réserve de l'Inde a été fondée le 1er avril 1935 pour répondre aux difficultés économiques après la Première Guerre mondiale. La banque a été créée sur la base des recommandations de la Commission royale sur la monnaie et les finances indiennes de 1926, également connue sous le nom de Commission Hilton Young. Finalement, l'Assemblée législative centrale a adopté ces directives sous le nom de RBI Act 1934. L'Inde a été la première colonie à avoir sa propre banque centrale.
La banque a servi de banque centrale pour le Pakistan jusqu'en juin 1948, date à laquelle la Banque d'État du Pakistan a commencé ses opérations. Bien que créée comme une banque d'actionnaires, la RBI est entièrement détenue par le gouvernement indien depuis sa nationalisation en 1949. La RBI a le monopole de l'émission de billets.
Dans les années 1950, sous la direction du premier Premier ministre Jawaharlal Nehru, s'est élaboré une politique économique planifiée et centralisée, axée sur le secteur agricole. L'administration a nationalisé les banques commerciales et a instauré, sur la base de la loi de 1949 sur les sociétés bancaires, une réglementation de la banque centrale au sein de la RBI. En outre, la banque centrale a reçu l'ordre de soutenir le plan économique par des prêts.
En 1969, le gouvernement d'Indira Gandhi nationalisa 14 grandes banques commerciales. À son retour au pouvoir en 1980, six autres banques furent nationalisées. La régulation de l'économie, et notamment du secteur financier, fut renforcée par le gouvernement indien dans les années 1970 et 1980. La banque centrale devint l'acteur central et renforça considérablement ses politiques concernant diverses questions telles que les taux d'intérêt, le taux de réserve et les dépôts visibles. Ces mesures visaient à accélérer le développement économique et eurent un impact considérable sur la politique des institutions. Les banques prêtent de l'argent à des secteurs spécifiques, comme l'agriculture et les petites entreprises commerciales. La Commission bancaire fut créée le mercredi 29 janvier 1969 pour analyser les coûts bancaires, les effets des législations et des procédures bancaires, notamment ceux des intermédiaires financiers non bancaires et du secteur bancaire local, sur l'économie indienne,,.
La succursale a été obligée d'établir deux nouveaux bureaux dans le pays pour chaque bureau nouvellement établi dans une ville. Les crises pétrolières de 1973 ont entraîné une inflation croissante et la RBI a restreint sa politique monétaire pour en réduire les effets.
L'économie nationale s'est contractée en juillet 1991 lorsque la roupie indienne a été dévaluée. La monnaie a perdu 18 % de sa valeur par rapport au dollar américain, et le Comité Narsimham a conseillé de restructurer le secteur financier par un ratio de réserve temporairement réduit ainsi que le ratio de liquidité statutaire. De nouvelles directives ont été publiées en 1993 pour établir un secteur bancaire privé. Ce tournant était destiné à renforcer le marché et a été souvent qualifié de néolibéral. La banque centrale a déréglementé les intérêts bancaires et certains secteurs du marché financier comme les marchés fiduciaires et immobiliers. Cette première phase a été un succès et le gouvernement central a imposé une libéralisation de la diversité pour diversifier les structures de propriété en 1998. La Bourse nationale de l'Inde a repris le commerce en juin 1994 et la RBI a autorisé les banques nationalisées en juillet à interagir avec le marché des capitaux pour renforcer leur base de capital.
En 2016, la RBI a commencé à émettre une nouvelle obligation, l'obligation souveraine en or, pour le compte du gouvernement. L'objectif de ce programme était de réduire les importations d'or en transférant les investissements de l'or physique vers une obligation suivant le cours de l'or. L'obligation portait également intérêt.

### Démonétisation de 2016

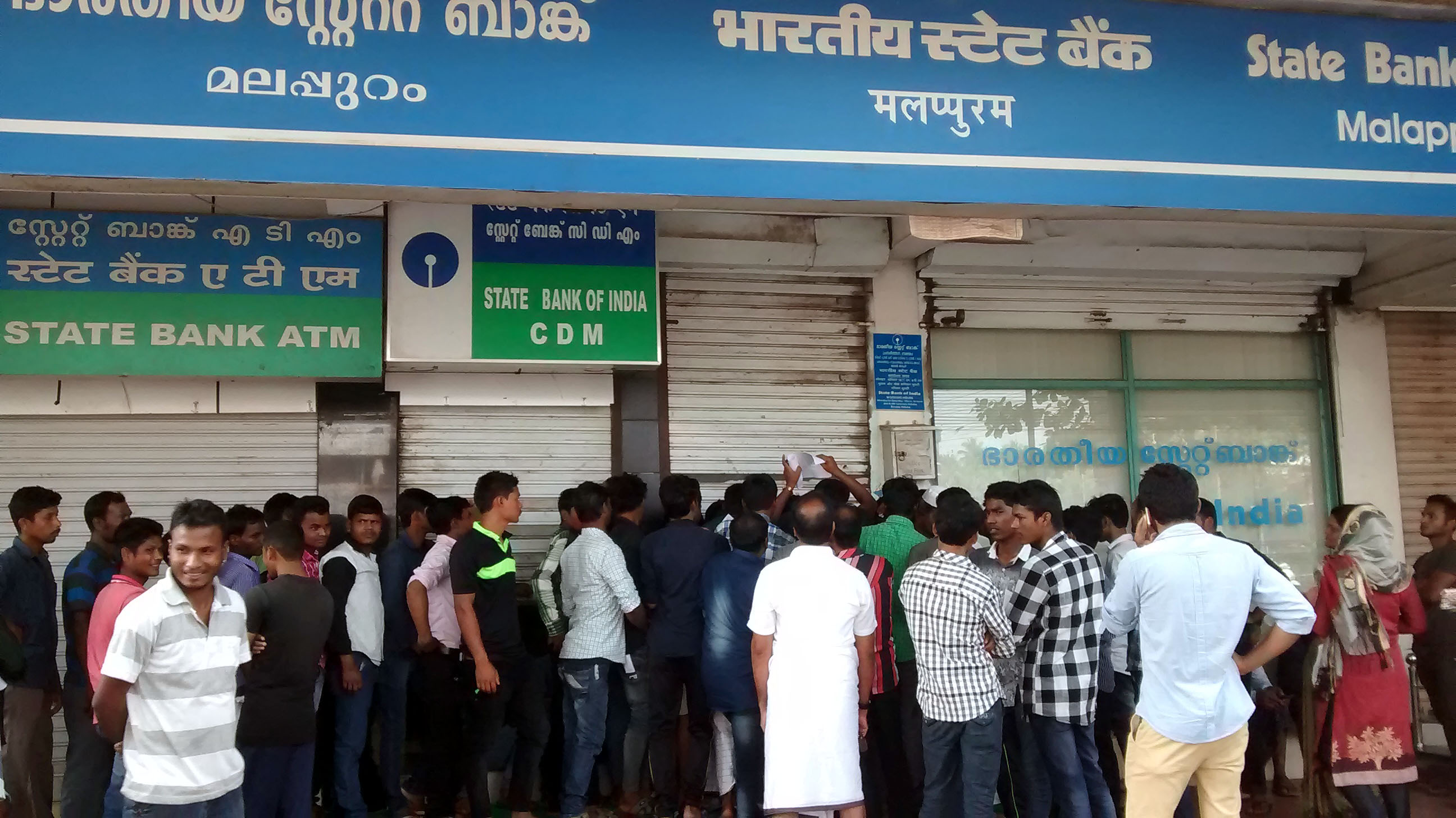
Longue file d'attente devant le distributeur automatique de billets

Le 8 novembre 2016, le gouvernement indien a annoncé la démonétisation de tous les billets de 500 et 1 000 roupies de la série Mahatma Gandhi, malgré les avertissements de la Banque de réserve de l'Inde (RBI),. Le gouvernement a affirmé que cette mesure permettrait de réduire l'économie souterraine et de lutter contre l'utilisation de monnaies illicites et contrefaites pour financer des activités illégales et le terrorisme,.
La Banque de réserve de l'Inde a établi une procédure détaillée pour l'échange des billets démonétisés contre les nouveaux billets de 500 et 2 000 roupies de la nouvelle série Mahatma Gandhi et les billets de 100 roupies de la précédente série Mahatma Gandhi.

### Régulation des devises virtuelles
En avril 2018, la RBI a annoncé que « les entités réglementées par la RBI ne doivent pas traiter ni fournir de services à des personnes physiques ou morales manipulant ou réglant des devises virtuelles », y compris le Bitcoin. Bien que la RBI ait par la suite précisé qu'elle n'avait pas interdit les devises virtuelles, un panel de trois juges de la Cour suprême de l'Inde a rendu un arrêt le 4 mars 2020 selon lequel la RBI n'avait pas démontré « au moins un semblant de préjudice subi par ses entités réglementées » du fait de la manipulation de devises virtuelles pour justifier sa décision. La contestation judiciaire a été déposée par l'Internet and Mobile Association of India, dont les membres comprennent certaines bourses de crypto-monnaie dont les activités ont souffert à la suite de l'ordonnance de la RBI de 2018,,.